# 김낙회
김낙회(金樂會, Nack Hoi Kim)는 대한민국의 기업인이자, 前 제일기획 대표이사 사장, 현 한국광고총연합회 회장이다.

## 생애
충남 당진 출생, 서울 성남고등학교를 거쳐 서강대학교 신문방송학과를 졸업하고 한양대학교에서 언론정보학 석사를 마쳤다. 1976년 제일기획에 입사하여 광고 업무를 시작했고 2007년에 제일기획 대표이사 사장에 취임했다. 제일기획에 공채로 입사해 신입사원으로 출발하여 처음으로 사장자리에 오른 첫 인물.
2012년 CEO임기를 마칠 때까지 칸느 광고제에서 대한민국 최초로 그랑프리를 수상을 하는 등 각종 세계유수의 크리에이티브 상을 다수 수상하며 제일기획의 크리에이티브 질의 향상과 솔루션 역량강화에 기여한 것으로 평가받는다. 또한, 미국 Mckiney와 The Babarian Group, 영국의 BMB, 중국의 Pengtai 등 광고전문회사 M&A를 성사시켜 제일기획의 글로벌화에 크게 기여한 인물로 평가받는다.
대한민국 국가 브랜드 위원회 위원, 한국광고산업협회 회장, 서강대학교 Art & Technology 초빙교수 등을 역임하며 대한민국 광고업계의 발전에 기여한 공로로 2008년 CNBC 아시아 비즈니스 리더상, 2012년에 대한민국 동탑산업훈장 등을 수상하였다. “광고왕국 일본”, “무엇을 버리고 무엇을 지킬 것인가”등 3권의 저서와 “입소문 마케팅”등 번역서 3권이 있으며, 2007년에 “Who’s Who in Asia”에 등재되었다. 현재는 아시아광고연맹 (AFAA) 부회장 및 한국광고총연합회 회장을 맡고 있으며, 2023년 아시아 최대 규모의 디지털 광고 마케팅 엑스포인 애드아시아(AdAsia) 서울 유치를 확정시킨 바 있다.

## 학력
- 서울 성남고등학교 졸업(1969)
- 서울 서강대학교 신문방송학과 졸업(1977)
- 일본 Hakuhodo (博報堂) 연수 (1984)
- 서울 연세대학교 언론홍보 최고위과정 수료(1999)
- 서울 한양대학교 언론정보대학원 졸업(2002)
- 서울대학교 경영대 최고경영자 과정 수료(2005)
- 서울대학교 인문학 최고위 과정 수료(2008)

## 경력
- 제일기획 입사 (1976)
- 삼성그룹 회장비서실 홍보팀(1986~1988)
- KIDP 산업디자인 발전위원(1993~1994)
- 서울시 홍보물 제작심사위원(1995)
- 제35차 서울세계광고대회(IAA) 조직위 기획 분과 위원장(1995)
- 삼성그룹 구조 조정본부 홍보팀(1996~98)
- 행정자치부 국가 상징 자문위원회 위원(1998)
- 2002 월드컵 조직위원회 자문위원(1998)
- 행정자치부 2000년 기념사업위원회 위원(1999)
- 한일 마케팅 포럼 이사(1999~2000)
- 국제광고협회(IAA) 한국지부 이사, 부회장(1999~2012)
- 홍익대학교 광고홍보 대학원 겸임교수(2000 ~2002)
- 국정 홍보처 평가위원(2002)
- 제주 국제자유도시개발센터 자문위원(2002)
- 대통령 경호실 경호의전 자문위원(2003)
- 행정자치부 국가 상징 자문위원(1998~2003)
- 경찰청 홍보자문위원(2005)
- 제25차 아시아 광고대회(Adasia) 조직위 사무총장(2005)
- 육군본부 정책 발전 자문위원(2005-2018)
- 행정자치부 국새 제작 자문위원(2006)
- 제일기획 대표이사 사장(2007~ 2012)
- 아시아 광고업협회(C4A) 이사(2007~2011)
- 서울시 세계디자인 수도(WDC) 조직위원회 위원(2008)
- 제10대 한국 마케팅 클럽(KMC) 회장(2009~2010)
- 제17대 한국광고산업협회 회장(2010~2012)
- 국가 브랜드 위원회 위원(2011-2012)
- 서강대학교 Art & Technology 초빙 교수(2011~ 2019)
- 한국개발연구원 KDI 50주년 위원회 위원(2018- 2021)
- 제32차 서울 아시아광고대회(Adasia) 조직 위원장(2020~2023)
- 육군사관학교 발전자문위원(2012- 현재)
- 동아제약 수석 문화재단 이사(2018~ 현재)
- SBS M&C 사외이사(2019~ 현재)
- 아시아광고연맹(AFAA)부회장(2019~ 현재)
- 한국광고총연합회 회장(2019~ 현재)
- (주)동서 사외 이사(2022~현재)

## Globalization 프로젝트
- 제일기획 해외지사 설립 실무추진(1990) <뉴욕, LA, 런던, 프랑크프르트>
- 삼성의 올림픽 파트너(IOC)유치총괄(1997)
- 나가노 동계올림픽 삼성 스폰서십 및 전시 총괄(1998)
- 방콕 아시안게임 삼성 스폰서십 전략 수립 및 집행(1998)
- 디지털 리더스 포럼 개최(2012)
- 싱가폴 국제 광고제 Spikes asia Creative academy운영(2012)
- 제일기획 해외 기업 6개 M&A (2008~12) <영국 BMB(08) 중국 Open tide china(09) 미국  바바리안 그룹(TBG) (09) 두바이 One agency(09) 미국 McKiney communications (12) 중국 Bravo(12)>

## 사회봉사 및 저술활동

### 사회봉사
- “Beautiful Donation”[8](2008- 현재)
- 육군전방 GOP 부대 12개 사단 순회 병영 토크콘서트(2015~2018)
- 서울 카톨릭 사회 복지회 자문위원(2017~2019)

### 저술활동
- 광고왕국 일본(도서출판 진화 1992)
- 무엇을 버리고 무엇을 지킬 것인가(시그니쳐 2012)
- 나는 불안해서 책을 읽는다(시그니쳐 2018)
- (번역)스포츠 마케팅(도서출판 나남 1999)
- (번역)입소문 마케팅(굿모닝 미디어 2002)
- (번역)한권으로 읽는 브랜드마케팅(한언 2004)

## 수상내역
- Clio Finalist 수상(1985)
- New York Festival 은상(1998)
- 대한민국 국민 포장(2001)
- 한양대학교 석사 우수논문상(2002)
- 대한민국 광고대상(삼성생명 기업PR 2005)
- 매일 경제 부즈앨런 지식경영대상(2006)
- 대한민국 광고대상(KTF 쇼 캠페인 2007)
- CNBC 아시안 비즈니스 리더스 어워드(2008)
- 중앙대학교 중앙언론 문화상(2008)
- 조선일보 최우수 광고대상(삼성전자 2009)
- 지식경제부 장관 표창(2010)
- 칸느 광고제 그랑프리 수상(홈플러스 2011)
- 서강대학교 자랑스러운 서강인 상(2011)
- 대한민국 동탑 산업 훈장(2012)
- AdStars 명예의 전당 트로피(부산 국제광고조직위 2017)
- 공공브랜드 대상(글로벌 부문) (한국 공공브랜드 진흥원2023)